# Ministro federal de Asuntos Especiales
El ministro federal de Asuntos Especiales (en alemán: Bundesminister für besondere Aufgaben) es un ministro sin cartera dentro del Gobierno federal de Alemania.
A menudo, el título se otorga al jefe de la Cancillería Federal para que pueda votar en las reuniones del gabinete. El último jefe de gabinete de la Cancillería que no ocupó al mismo tiempo el título de ministro de Asuntos Especiales fue Frank-Walter Steinmeier (1999-2005); sin embargo, independientemente del rango ministerial, el título "Kanzleramtsminister" se utiliza con frecuencia para referirse al puesto.
Históricamente, las personas designadas para el ministerio que no eran jefes de la Cancillería al mismo tiempo han sido a menudo importantes asistentes políticos o políticos que esperaban una cartera o representantes de ciertos partidos, grupos o regiones. Por ejemplo, después de la reunificación alemana en 1990, algunos miembros del último Gobierno de Alemania Oriental y la última presidenta de la Cámara Popular Sabine Bergmann-Pohl fueron nombrados ministros federales de Asuntos Especiales, con el fin de proporcionar una representación a los nuevos estados de Alemania en el Gobierno federal.
El actual titular del cargo es Thorsten Frei (CDU).